# Oybek
Oybek, w polskojęzycznych opracowaniach także jako Ajbek, właśc. Muso Toshmuhammad (ur. 28 grudnia 1904/10 stycznia 1905, zm. 1 lipca 1968) – uzbecki pisarz, poeta, tłumacz i literaturoznawca.
Urodził się w rodzinie rzemieślnika w Taszkencie. W 1930 r. ukończył studia na wydziale ekonomicznym Środkowoazjatyckiego Uniwersytetu Państwowego. Zadebiutował w 1922 r. wierszem opublikowanym na łamach gazety Tong yulduzi. Jego pierwszy tom poezji Tuygʻular ukazał się w 1926 r..
Oybek pisał utwory poetyckie, podnoszące aktualną problematykę społeczną i polityczną, zaangażowane w przemiany zachodzące w kraju. W 1940 r. wydał pierwszą powieść Qutlugʻ qon ('święta krew'), opisującą życie Uzbeków podczas I wojny światowej. Została ona w późniejszym czasie przełożona na szereg języków (m.in. w 1943 r. na rosyjski, w 1949 na czeski, w 1959 na słowacki). W późniejszych latach chętnie wracał do powieści, napisał m.in. Navoyi (1945), powieść historyczną przedstawiającą postać Aliszera Nawoi (powieść została w 1946 r. wyróżniona nagrodą państwową ZSRR), Oltin vodiydan shabadalar ('Wiatr Złotej doliny', 1949), czy Ulugʻ yol ('wielka podróż', 1967), w której przedstawił wydarzenia z lat 1917-1922.
Prócz tekstów literackich pisał również rozprawy literaturoznawcze i historyczno-literackie. Tłumaczył na język uzbecki utwory m.in. A. Puszkina, M. Lermontowa, M. Gorkiego, W. Bielinskiego czy J.W. von Goethego.
Na język polski zostały przełożone pojedyncze utwory Oybeka, m.in. sześć wierszy zamieszczonych w antologii Poezja uzbecka, w opracowaniu T. Chróścielewskiego, Łódź 1989, s. 296-301.